# Spiral (film, 2019)
Pour les articles homonymes, voir Spiral (homonymie).
Pour plus de détails, voir Fiche technique et Distribution.
Spiral est un film canadien réalisé par Kurtis David Harder, sorti en 2019.

## Synopsis
Un couple homosexuel et leur fille sont invités par leurs voisins à une étrange fête.

## Fiche technique
- Titre : Spiral
- Réalisation : Kurtis David Harder
- Scénario : Colin Minihan et John Poliquin
- Musique : Avery Kentis
- Photographie : Bradley Stuckel
- Montage : Kurtis David Harder et Colin Minihan
- Production : Chris Ball, Kurtis David Harder, Colin Minihan et John Poliquin
- Société de production : Digital Interference Productions et Hadron Films
- Pays de production :  Canada
- Genre : Drame, horreur, thriller
- Durée : 87 minutes
- Dates de sortie : 
  - Brésil : 25 août 2019
  - États-Unis : 17 septembre 2020

## Distribution
- Jeffrey Bowyer-Chapman : Malik
- Ari Cohen : Aaron
- June Laporte : Kayla
- Ty Wood : Tyler
- Lochlyn Munro : Marshal
- Chandra West : Tiffany
- Paul McGaffey : M. Reinhart
- Thomas Elms : Matthew
- Aaron Poole : Liam (voix)
- Megan Tracz : Jessica
- David LeReaney : Charles Darrylson
- Jasmine Nagy : Sammy
- Lara Taillon : Sarah
- Michele Wienecke : Hannah
- Colin Minihan : Derrick
- Darius Willis : Malik jeune
- Jaron Melanson : Liam jeune

## Accueil
Le film a reçu un accueil mitigé de la critique. Il obtient un score moyen de 59 % sur Metacritic.